# Лавриковцы
Лавриковцы (укр. Лавриківці) — село в Зборовской городской общине Тернопольского района Тернопольской области Украины.
Код КОАТУУ — 6122683705. Население по переписи 2001 года составляло 130 человек.
До 2020 года входило в Зборовский район.

## Географическое положение
Село Лавриковцы находится на правом берегу реки Западная Стрыпа,
выше по течению примыкает село Зарудье,
ниже по течению примыкает село Озерянка.

## История
- 1494 год — дата основания.
- В 1957 году присоединено к селу Зарудье.
- В 1994 году село восстановлено.